# Elitserien i baseboll 1981
Elitserien i baseboll 1981 var den för 1981 års säsong högsta serien i baseboll i Sverige. Totalt deltog 8 lag i serien, där alla lag spelade mot varandra tre gånger vilket gav totalt 21 omgångar. Efter detta gick de fyra främsta vidare till slutspel och de tre sämsta till nedflyttningsserien. Vinnaren av slutspelet blev svenska mästare och förloraren av nedflyttningsserien flyttades ner.

## Grundserien
Alla matcher spelades inte.
| Nr | Lag             | Matcher | Vunna | Förlorade | Vinstprocent |
| -- | --------------- | ------- | ----- | --------- | ------------ |
| 1  | Bagarmossen     | 19      | 17    | 2         | 0.895        |
| 2  | Leksand         | 20      | 16    | 4         | 0.800        |
| 3  | Sundbyberg      | 20      | 15    | 5         | 0.750        |
| 4  | Ljusdal Strikes | 21      | 14    | 7         | 0.667        |
| 5  | Sundsvall       | 21      | 8     | 13        | 0.381        |
| 6  | Skarpnäck       | 20      | 6     | 14        | 0.300        |
| 7  | Skellefteå      | 20      | 3     | 17        | 0.150        |
| 8  | Rättvik         | 21      | 2     | 19        | 0.095        |

## Slutspel

### Semifinal
| Nr | Lag             | Matcher | Vunna | Förlorade | Vinstprocent |
| -- | --------------- | ------- | ----- | --------- | ------------ |
| 1  | Bagarmossen     | 3       | 3     | 0         | 1.000        |
| 2  | Ljusdal Strikes | 3       | 0     | 3         | 0.000        |

| Nr | Lag        | Matcher | Vunna | Förlorade | Vinstprocent |
| -- | ---------- | ------- | ----- | --------- | ------------ |
| 1  | Leksand    | 3       | 3     | 0         | 1.000        |
| 2  | Sundbyberg | 3       | 0     | 3         | 0.000        |

### Final
| Nr | Lag         | Matcher | Vunna | Förlorade | Vinstprocent |
| -- | ----------- | ------- | ----- | --------- | ------------ |
| 1  | Leksand     | 3       | 3     | 0         | 1.000        |
| 2  | Bagarmossen | 3       | 0     | 3         | 0.000        |

## Nedflyttningsserien
Rättvik nedflyttade.

### Webbkällor
- Svenska Baseboll- och Softbollförbundet, Elitserien 1963-